# Kanshi Ram Nagar (dystrykt)
Kanshi Ram Nagar (Kasganj) (Hindi: कांशीराम नगर ज़िला, Urdu: کنشی رام نگر ضلع) – dystrykt w stanie Uttar Pradesh w Indiach. Stolicą dystryktu jest miasto Kasganj. Dystrykt ten znajduje się w Dywizji Aligarh.